# 三種の浄肉
三種の浄肉（さんしゅのじょうにく）とは、初期仏教の僧が托鉢の際、自らが戒律中五戒の不殺生戒を犯さない布施の場合は肉食してよいというもの。
四分律よりその条件は、次のとおり。
有三種淨肉應食。若不故見不故聞不故疑應食。若不見爲我故殺。不聞爲我故殺。若不見家中有頭脚皮毛血。又彼人非是殺者。乃至持十善。彼終不爲我故斷衆生命。如是三種淨肉應食。
訳して、
- 殺されるところを見ていない
- 自分に供するために殺したと聞いていない
- 自分に供するために殺したと知らない

（見聞知）
簡単な例を挙げると、こういう事になる。
夕刻、托鉢の際に僧侶が村を訪れた。ある家では鶏肉のカレーを作っていた。この際、
- 托鉢中に僧侶が、カレーを作るのを鶏を潰すところから見学したり、家族もしくはその僧侶が鶏を潰した場合――×　同。「自らが殺した獣でない」こと、「殺されるところを見ていない」ことに反する。
- 恐らく僧侶がこの村を通りかかるであろうから、家族の数より余分にカレーを作り、布施する際、僧侶に「せっかく鶏を潰すのだからお坊さんの分も作りました」と告白した場合――×　口にしてはならない。「自分に供するために殺したと聞いていない」ことに反する。
- 見当や分量の違いなどからカレーが余ってしまい、たまたま通りかかった僧侶に布施をした場合――○

比丘・比丘尼とは当時の言語で「乞食」という意味であり、托鉢は他人の余りものを物乞いして食するという意味であったからである。あくまでも他人の食事の余りものを食べているのだからその肉を食べようとも間接殺にはならない。また他人から物乞いして食べ物を享受している立場にありながら、食事に好き嫌いを示すのはよろしくないという理由である。比丘・比丘尼は托鉢によって日々の糧を得るが、食物を布施する在家の者の皆が食事を選り好み出来る身分の者ばかりではなかった。獣の肉しか提供できない者からの布施を拒むことは、善行を積む機会を奪うことになる。そのため托鉢僧は、布施された食物は選り好みせず、ありがたく受け取るということである。
実際、托鉢で受け取ったものはすべて食さなければならないとされている。一例としてハンセン病を患うものから托鉢を受けたときその人の指の肉がほげ落ちた場合にその人肉を食したとの記録が教典に存在する。ただし摩訶僧祇律や四分律など各部派仏教の律では十種の不浄肉、あるいは十種肉禁（人間、アジアゾウ、馬、犬、ヘビ、インドライオン、ベンガルトラ、ヒョウ、クマ、シマハイエナ）として三種の浄肉ではなく食べてはならないものがあった。これらの動物の肉を食することによってその匂いが体に移り、これらの動物から身の危険にさらされるからであるとされている。このように仏典には一見矛盾する記述が多く見られる。
大乗仏教では後に中国で大般涅槃経などにより肉食そのものが禁止された。これは大寺院が発展し、在家信者が僧に食事を特別に用意することが広まったため、肉食と間接殺の関係が強まったからではないかといわれている。
日本でもこの思想が輸入され、末法無戒思想を持つ浄土真宗や日蓮宗等を除き肉食が忌避された。1872年(明治5年)に明治政府が「自今僧侶肉食妻帯蓄髪等可為勝手事」という御触れを出したが、その後も伝統を守って肉食自体を忌避する宗派は多い。